# Saprosites armatus
Saprosites armatus är en skalbaggsart som beskrevs av Riccardo Pittino 2008. Saprosites armatus ingår i släktet Saprosites och familjen Aphodiidae. Inga underarter finns listade i Catalogue of Life.